# 宇部新川站
宇部新川站（日语：／ Ube-Shinkawa eki */?）是位於山口縣宇部市上町一丁目7番7號，西日本旅客鐵道（JR西日本）的宇部線車站。

## 概要
車站位於宇部市中心，為該市的代表車站。除了宇部線起點和終點站外，此站是宇部線唯一直營車站。曾經在車站內設有宇部新川鐵道部，在居能町設有宇部電車區（簡稱）。現時此站由廣島支社旗下的「山口地區統括部」負責管理。
在1914年宇部輕便鐵道在此開設此站。當初位置是在現時宇部中央巴士站附近。1923年，因應更改了助田停留場至宇部新川站之間的走線、並且延長至床波站的源故，使車站遷移至現地。
此站為宇部線單獨車站。但在運輸系統上，所有小野田線的列車均以此站出發或到達（實際上，小野田線的起點站是鄰站居能站）。

## 車站構造

### 站房
以水泥、木板及鋼架所建成的兩層式站房一座，中央部份為候車大堂及站務中心，樓底直通至站房的天花頂部。

### 月台
設有靠近站房的側式月台及島式月台各1座，共設有3個月台，另外側式月台與島式月台之間亦設有一條通過線道，稱為2號軌道，該軌道不設月台。而島式月台外側以及站房旁亦有多條停泊用的側線。
月台之間及與剪票閘口間設有跨線橋連接。
| 月台 | 路線      | 上下行 | 方向                 | 備註                                     |
| ---- | --------- | ------ | -------------------- | ---------------------------------------- |
| 1    | ■宇部線   | 下行   | 宇部、下關方向       | 每天2班直通往山陽本線下關的班次          |
| 1    | ■小野田線 | -      | 小野田方向           | 每天4班                                  |
| 3    | ■宇部線   | 下行   | 宇部方向             | 部份班次                                 |
| 3    | ■宇部線   | 上行   | 宇部岬、新山口方向   | 部份列車上行主發月台，所有往宇部岬的班次 |
| 4    | ■宇部線   | 上行   | 宇部岬、新山口方向   | 部份往新山口的班次                       |
| 4    | ■小野田線 | -      | 小野田、長門本山方向 | 每天早上開往長門本山的列車               |

## 歷史

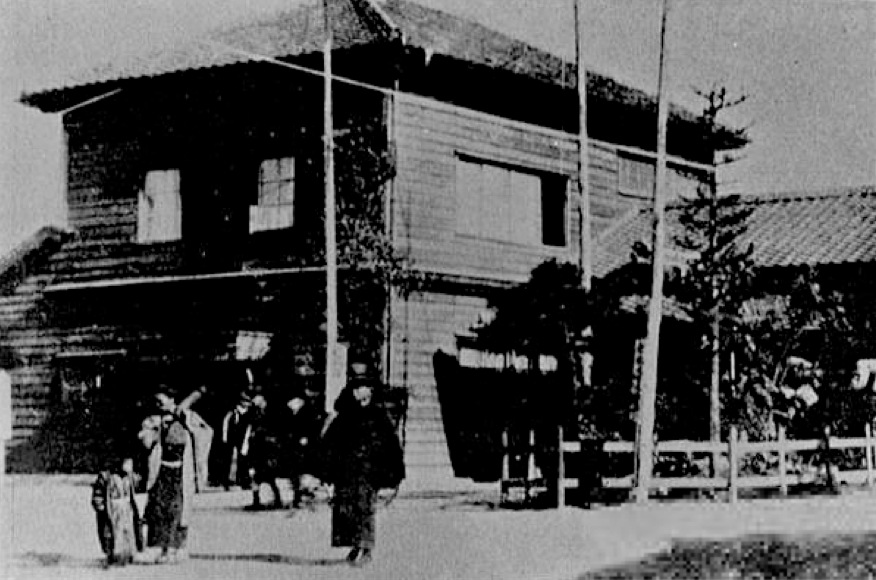
宇部新川站（第一代）
1914年拍攝。現時位於宇部興產附近。

- 1914年1月9日：宇部輕便鐵道（日语：宇部軽便鉄道）宇部站至此站之間開通，此站啟用。當時車站名為宇部新川站。
- 1921年12月21日：公司名稱改為宇部鐵道。
- 1923年8月1日：助田停留場至宇部新川站之間的走線變更，車站遷移至現地。同時，宇部鐵道此站至床波站之間開通。
- 1931年7月21日：宇部新川站至沖之山舊礦站（後來為宇部港站（日语：宇部港駅））的支線啟用。
- 1937年10月1日：沖之山舊礦站的支線取消旅客服務。
- 1943年5月1日：宇部鐵道被國有化。成為國有鐵道宇部東線車站。同時此站改名為宇部站，山陽本線的宇部站改名為西宇部站。前往宇部港站（日语：宇部港駅）的支線成為宇部西線的貨物支線。
- 1948年2月1日：宇部東線改名為宇部線，此站成為宇部線車站。宇部西線改名為小野田線。
- 1952年4月20日：宇部線新線，此站至居能站之間開業。同時，小野田線貨物支線居能站至岩鼻站之間編入至宇部線，宇部線的走線改經居能站。而經藤曲站的宇部線舊線（此站 - 藤曲站 - 岩鼻站之間），以及此站 - 宇部港站之間的小野田線貨物支線廢止。
- 1964年9月15日：站名改回為宇部新川站。而山陽本線西宇部站在同年10月1日改名為宇部站。安排兩個改名日期是為了避免造成混亂。
- 1965年9月24日：開設綠色窗口。
- 1987年4月1日：隨國鐵分割民營化，車站由西日本旅客鐵道（JR西日本）營運。
- 2016年3月8日：引入進站音樂。
- 2021年：

- 1月31日：綠色窗口結束營業。
- 2月1日：設置可以購買指定席的自動售票機。

## 使用狀況
以下為近年使用人次：
| 乘車人次變化 | 乘車人次變化 |
| 年度         | 1日平均人次  |
| ------------ | ------------ |
| 1999         | 1,706        |
| 2000         | 1,579        |
| 2001         | 1,480        |
| 2002         | 1,305        |
| 2003         | 1,290        |
| 2004         | 1,300        |
| 2005         | 1,321        |
| 2006         | 1,277        |
| 2007         | 1,249        |
| 2008         | 1,167        |
| 2009         | 1,090        |
| 2010         | 1,043        |
| 2011         | 1,029        |
| 2012         | 963          |
| 2013         | 947          |
| 2014         | 883          |
| 2015         | 903          |
| 2016         | 889          |
| 2017         | 900          |
| 2018         | 887          |
| 2019         | 828          |
| 2020         | 601          |
| 2021         | 608          |
| 2022         | 665          |

## 車站周邊

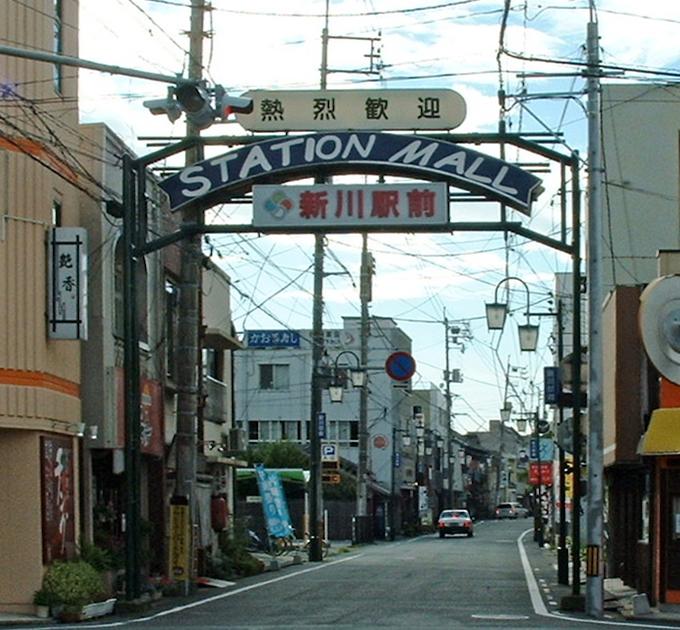
新川站前商店街

此站與琴芝站之間的營業距離只有1.1公里，在這兩站之間的區域為宇部市中心。在站前設有商務酒店和辦公大樓等建築物。
此站最接近宇部興產總部地區（小串地區），曾經宇部興產職員多會使用宇部新川站上下班，因此車站與宇部興產之間設有許多商業設施。現時由於職員多使用私家車上下班，以及於郊外加設許多大型商業設施，使車站附近的商業設施不像從前這樣繁華。因此，宇部市進行了「宇部市熱鬧Eco小鎮計劃」，在「宇部新川站周邊地區」進行重點維護地區。
- 金融機構
  - 山口銀行 西新川分店
  - 三菱日聯銀行 宇部分店
  - 宇部新川站前郵局
- 住宿設施
  - 國際酒店宇部
  - 宇部ANA皇冠假日酒店（日语：ANAクラウンプラザホテル宇部）
- 公共設施、公園等
  - 宇部市文化會館（日语：宇部市文化会館）
  - 渡邊翁紀念會館（日语：渡辺翁記念会館）
  - 渡邊翁紀念公園
  - 真締川公園
  - 蛭子公園
  - 黃幡公園
  - 上町兒童公園
  - 宇部市立鄉土資料館
  - 宇部市新川親睦中心
  - 宇部市町中環境學習館
  - 山口大學醫學部附屬醫院（日语：山口大学医学部附属病院）、山口大學小串校園
  - 宇部市立新川小學（日语：宇部市立新川小学校）
  - 宇部市立鵜之島小學

## 巴士路線
在車站前設有巴士總站（宇部新川站巴士中心）。該巴士總站為宇部市交通局（宇部市營巴士）的據點，設有巴士停泊等待空間，以及候車室和詢問處設施。除了宇部市交通局，山電交通、船鐵巴士、中國JR巴士的高速巴士「福岡·山口Liner」也駛入站前巴士總站。當中，福岡·山口Liner在2009年6月1日起，山電交通的一般巴士路線在2017年10月1日起駛入此巴士總站。另外，6號乘車處曾經不是位於站前迴旋路內，而是在站前的市道（宇部新川恩田線）上，在2018年10月1日，6號乘車處遷移至迴旋路內。使於宇部新川站前通行走的巴士路線均駛入巴士總站的迴旋路內。
在2011年，宇部市成立90周年，以及舉行第66回國民體育大會（來吧!山口國體）。在這個「活動年」，計劃在宇部新川站前廣場加設巴士站上蓋，工程費為3,700萬日圓，工程在2011年9月完成
。
除了巴士總站外，在車站東南方約300米處設有宇部中央巴士站，該巴士站設有前往市內各地方的巴士路線停靠。

### 站前巴士乘車處
- 1號乘車處　新山口站（特急、普通）、阿知須（阿知須站、Sunpark阿知須站（日语：サンパークあじす））、丸尾崎、中央醫院（日语：宇部興産中央病院）、高專、[[山口大學#校園#常盤校園|工學部}}、萩原、片倉方向
- 2號乘車處　山口宇部機場、八王子、Fuji GRAND宇部（日语：フジグラン宇部）方向 東部市內循環線Megurina、市區循環線
- 3號乘車處　（經參宮通／琴芝站)十文字、木田、八幡宮（日语：琴崎八幡宮）、平木台、北迫新町方向
- 4號乘車處　（小羽山・中山観音経由）宇部駅、（小羽山経由）交通局方面
- 5號乘車處　大學醫院（日语：山口大学医学部附属病院）、小野田公園通、小野田SunPark（日语：おのだサンパーク）、山陽小野田市民醫院、小野田站、船木、厚狹站、小月站、下關站方向
- 6號乘車處　（經助田、新地／助田、Youme Town宇部（日语：ゆめタウン宇部））宇部站、木田方向／沖之山方向
- 7號乘車處　沒有此乘車處
- 8號乘車處　前往福岡（福岡·山口Liner（日语：福岡・山口ライナー））≪中國JR巴士、JR九州巴士聯營≫、經廣島巴士中心（日语：広島バスセンター）前往東京站（日语：東京駅のバス乗り場）（特別班次）≪中國JR巴士、防長交通聯營≫
- 9號落車處

## 相鄰車站
西日本旅客鐵道（JR西日本）
■宇部線
琴芝－宇部新川－居能
■小野田線（此站至居能站之間為宇部線）
宇部新川－居能
*:上行1班直通至宇部線新山口方向。

### 曾經存在的路線
日本國有鐵道
宇部線（舊線）
（琴芝－）宇部（現・宇部新川）－藤曲
小野田線貨物支線
宇部港－宇部（現・宇部新川）
- 在國有化前，此站與藤曲站之間設有助田停留場，此站與宇部港站之間設有上町停留場。

## 流行文化
- 《新·福音戰士劇場版𝄇》（2021年）——由於這個車站和宇部線的車廂出現在重要場景中，所以在電影上映後，影迷們紛紛到這裡朝聖。宇部市也是本片導演庵野秀明的故鄉[6]。

## 外部連結
- 宇部新川｜車站資訊：JR出門網 - 西日本旅客鐵道（日語）